# 송기원
송기원(宋基元, 1947년 7월 1일~2024년 7월 31일)은 대한민국의 시인이며 소설가이다. 본관은 여산(礪山)이며, 출생지는 전남 보성이다.

## 생애
1968년 서라벌예술대학 문예창작학과에 입학하였으며, 1972년 서라벌예술대학이 중앙대학교에 인수됨에 따라 중앙대학교 문예창작학과를 학사 학위하였다. 1967년 《전남일보》 신춘문예에 시 〈불면의 밤에〉가 당선되어 등단하였고, 1974년 《동아일보》 신춘문예에 〈회복기의 노래〉, 《중앙일보》에 소설 〈경외성서〉가 당선되었다.

## 작품
작품집에 《월행(月行)》,《다시 월문리에서》가 있고, 시집 《그대 언 살이 터져 시(詩)가 빛날 때》등이 있다. 1983년 제2회 신동엽창작기금을 수상하여 1990년 <마음속 붉은 꽃잎>을 냈으며, 1993년 《아름다운 얼굴》로 동인문학상을 수상하였고, 대산문학상과 김동리문학상 등을 수상하였다.

## 저서
- 열아홉살의 시 (1979년)
- 그대 언 살이 터져 시가 빛날 때 (1983년)
- 다시 월문리에서 (1984년)
- 스물 다섯장의 엽서 (1987년)
- 마음 속 붉은 꽃잎 (1990년)
- 다섯 개의 겨울 노트 (1990년)
- 배소의 꽃 (1990년)
- 아름다운 얼굴 (1993년)
- 입술의 30초가 가슴의 30년 되다 (1994년)
- 너에게 가마 나에게 (1994년)
- 나를 움직인 그 한마디 (1995년)
- 아름다운 얼굴 얼음벽의 풀 외 (1995년)
- 인도로 간 예수 (1995년)
- 여자에 관한 명상 (1996년)
- 청산 (1997년)
- 나를 움직인 그 한마디 (1998년)
- 안으로의 여행 (1999년)
- 좋은 세상이 보이는 안경 (1999년)
- 또 하나의 나 (2000년)
- 사람의 향기 (2003년)
- 송기원의 뒷골목 맛세상 (2003년)
- 단 한번 보지 못한 내 꽃들 (2006년)
- 아름다운 얼굴 (2006년)
- 저녁 (2010년)
- 못난이 노자 (2011년)
- 별밭공원 (2013년)
- 송기원: 일행 (2013년)
- 바이링귈 에디션: 한국 대표소설 110-8 (2015년)
- 숨 (2021년)
- 누나 (2021년)
- 늙은 창녀의 노래 (2023년)
- 그대가 그대에게 절을 돌리니 (2023년)
- 그대는 언제나 밖에 (2023년)